# Tranvikbergen
Tranvikbergen är kullar i Åland (Finland). De ligger i den sydöstra delen av landskapet, 16 km nordost om huvudstaden Mariehamn. Tranvikbergen ligger på ön Fasta Åland.
Tranvikbergen sträcker sig 8,6 km i sydvästlig-nordostlig riktning. Den högsta punkten är 74 meter över havet.
Runt Tranvikbergen är det glesbefolkat, med 13 invånare per kvadratkilometer.